# Tomás Albaladejo
Tomás Albaladejo Mayordomo (La Unión, provincia de Murcia, 1955) es un profesor universitario español y teórico de la literatura.

## Biografía
Licenciado en Filología Románica por la Universidad de Murcia, obtuvo su doctorado en Letras Modernas en la Universidad de Bolonia (1979). Amplió sus estudios en la Universidad de Bielefeld (Alemania). Profesor asistente en las Universidades de Málaga y Murcia, profesor titular de Gramática General y Crítica Literaria en la Universidad de Alicante y catedrático de Teoría de la Literatura en la Universidad de Valladolid. En 1991 pasó a la Universidad Autónoma de Madrid. 
Entre sus trabajos, destacan sus aportaciones sobre el lenguaje literario, el análisis del texto narrativo, el texto poético, la retórica, la comunicación, la teoría de la traducción, el texto periodístico, el discurso político y las páginas web, con de atención particular sobre el análisis transdiscursivo de la literatura y de otros discursos. 

## Obras
- Teoría de los mundos posibles y macroestructura narrativa: análisis de las novelas cortas de Clarín. Alicante,  Universidad de Alicante, 1986.
- Retórica. Madrid, Síntesis, 1988.
- Semántica de la narración: la ficción realista. Madrid, Taurus Ediciones, 1992.
- No escribir a lápiz. Murcia, Editora Regional de Murcia, 2006. ISBN 84-7564-335-3.